# Daryl Perkins
Daryl William Perkins (* 20. April 1943 in Melbourne oder in Bentleigh) ist ein ehemaliger australischer Radrennfahrer und nationaler Meister im Radsport.

## Sportliche Laufbahn
Perkins war im Bahnradsport aktiv. Er war Teilnehmer der Olympischen Sommerspiele 1964 in Tokio. Im Tandemrennen wurde er mit seinem Partner Ian Browne auf dem 5. Rang klassiert.
Bei den Commonwealth Games 1966 gewann er beim Sieg von Roger Gibbon die Bronzemedaille im Sprint. 1970 wurde er nationaler Meister im 1000-Meter-Zeitfahren. 1968 wurde er Vize-Meister im Sprint hinter Hilton Clarke.

## Familiäres
Er ist der Vater von Shane Perkins, der ebenfalls Radrennfahrer war.